# Sei Muroya
Sei Muroya (室屋 成 Muroya Sei?), född 5 april 1995, är en japansk fotbollsspelare som spelar för FC Tokyo.
I augusti 2016 blev han uttagen i Japans trupp till fotbolls-OS 2016.